# Руслан Йончев
Руслан Младенович Йончев е руски футболен вратар от киргизко-български произход, играч на „Академик“, Свищов.
Висок е 196 см, тежи 94 килограма. Юноша е на „Криля Советов“. През сезон 2010 е в младежкия отбор на самарци, но не записва нито един мач и напуска като свободен агент. През лятото на 2011 г. изкарва проби в ПОФК Ботев (Враца), но до контракт не се стига. От 2011 г. играе за Ботев (Козлодуй) в Северозападната В футболна група. През лятото на 2012 преминава в „Академик“ (Свищов). От началото на 2013 г. играе за ФК Кубрат. След края на сезона се завръща в „Академик“ (Свищов) и е титуляр за отбора в първия му сезон в Б група.